# 自然-细胞生物学
《自然-细胞生物学》（英文：Nature Cell Biology）是《自然》雜誌的细胞生物学分册，也是该领域经由同行评审的权威科学期刊。该杂志由自然出版集团按每月一期出版，2014年度的影响因子为19.679。